# 장 물랭

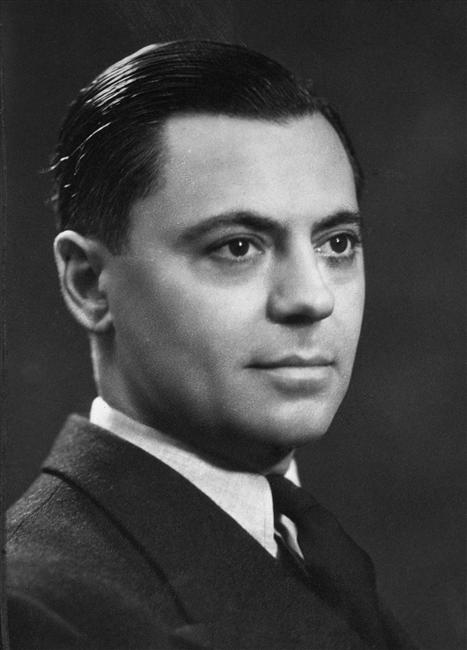

장 물랭(Jean Moulin, 1899년 6월 20일 ~ 1943년 7월 8일)은 프랑스의 레지스탕스이다. 1943년 5월 23일부터 사망 시까지 제2차 세계 대전 기간 중 저항군 국가평의회의 제1대 회장을 역임했다.